# گذرگاه عابران پیاده

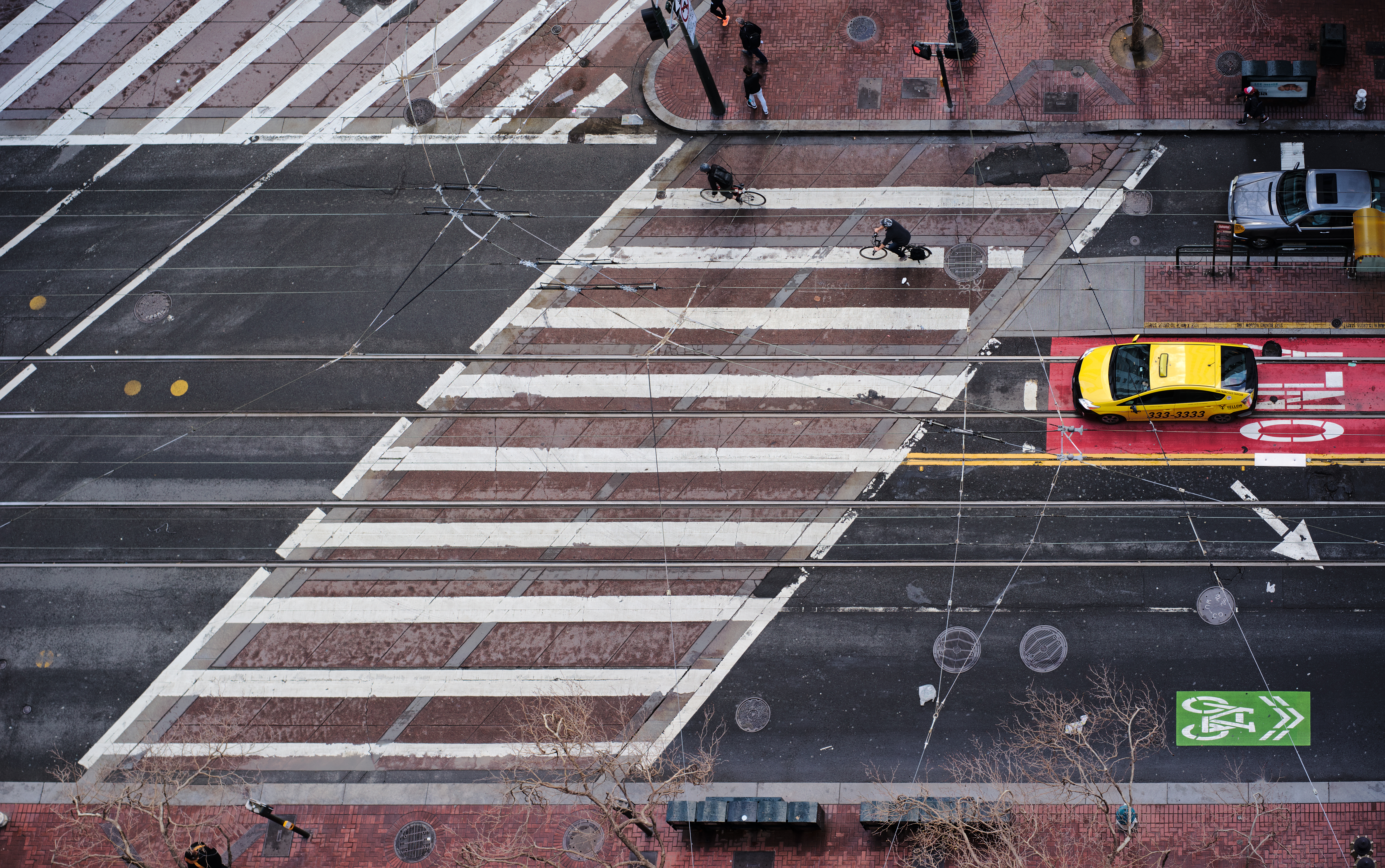
گذرگاهی در خیابان مارکت در شهر سان فرانسیسکو.

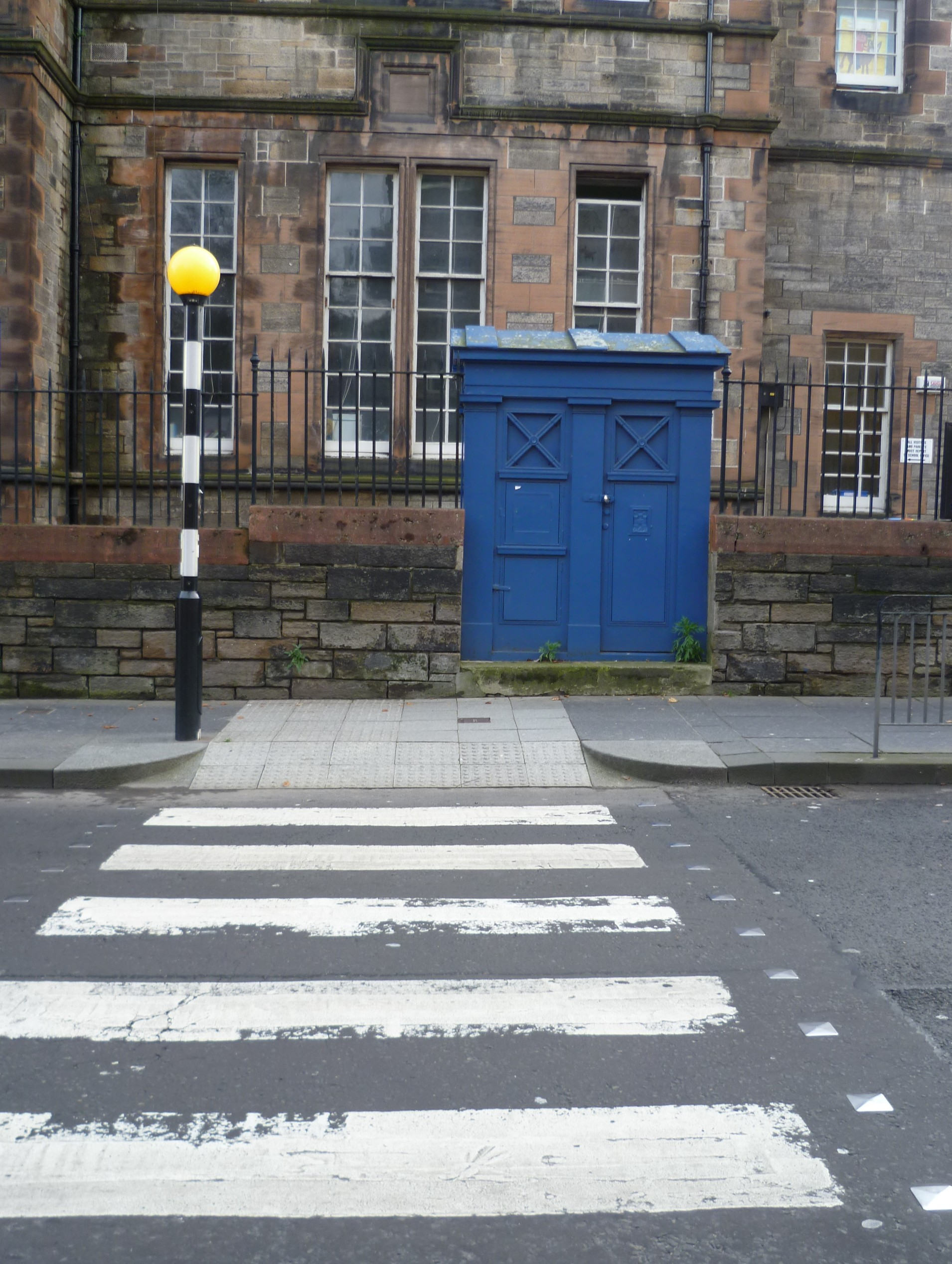
خط‌کشی عابر پیاده در ادینبورگ.

گذرگاه عابران پیاده یا خط کشی عابران یک محل تعیین شده برای عبور افراد پیاده از یک خیابان یا جاده یا هر نوع راه دیگر است. گذرگاه پیاده طوری طراحی می‌شود که عابران به صورت گروهی از آن محل از عرض یک خیابان عبور کنند و به راحتی توسط رانندگان دیده شوند. در واقع گذرگاه عابران پیاده محل تلاقی ترافیک عابران پیاده و وسایل نقلیه موتوری در یک معبر است.
گذرگاه‌های عابران پیاده معمولان در تقاطع‌ها دیده می‌شوند مانند چهارراه‌ها ومیدانها. اما در میانه راه‌های شلوغ هم ساخت و مشخص کردن گذرگاه عابرین پیاده کاری رایج است.
گذرگاه‌های پیاده ممکن است با علائم راهنمایی و چراغ راهنمایی همراه باشند و اولویت یا نوبت عبور عابران پیاده و خودروها در آن‌ها مشخص باشد. در سایر موارد معمولاً اولویت عبور از خیابان با عابران پیاده است و خودروها موظف به توقف و رعایت حق تقدم عابر پیاده هستند.

## تاریخچه

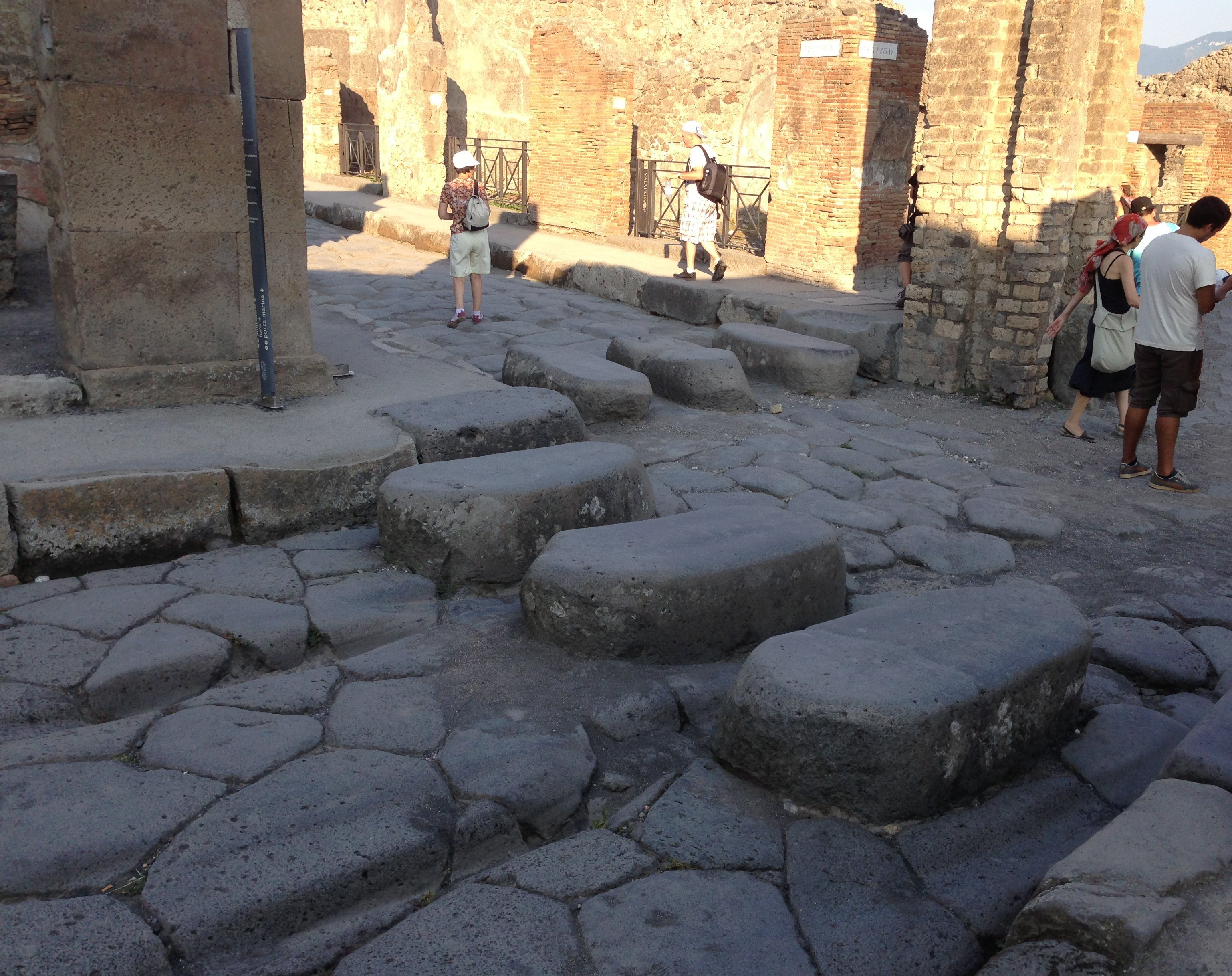
گذرگاه عابران پیاده در پمپئی.

گذرگاه عابر پیاده در مناطق تاریخی منانند خرابه‌های شهر پمپی دیده شده‌است.

## انواع
انواع مختلفی از گذرگاه‌های عابران پیاده در معابر وجود دارند
- گذرگاه‌های ساده و بدون خط کشی
- خط‌کشی عابر پیاده
- گذرگاه‌های غیر هم سطح مثل زیرگذر یاپل عابر پیاده

## علائم

### دکمه عبور عابرین

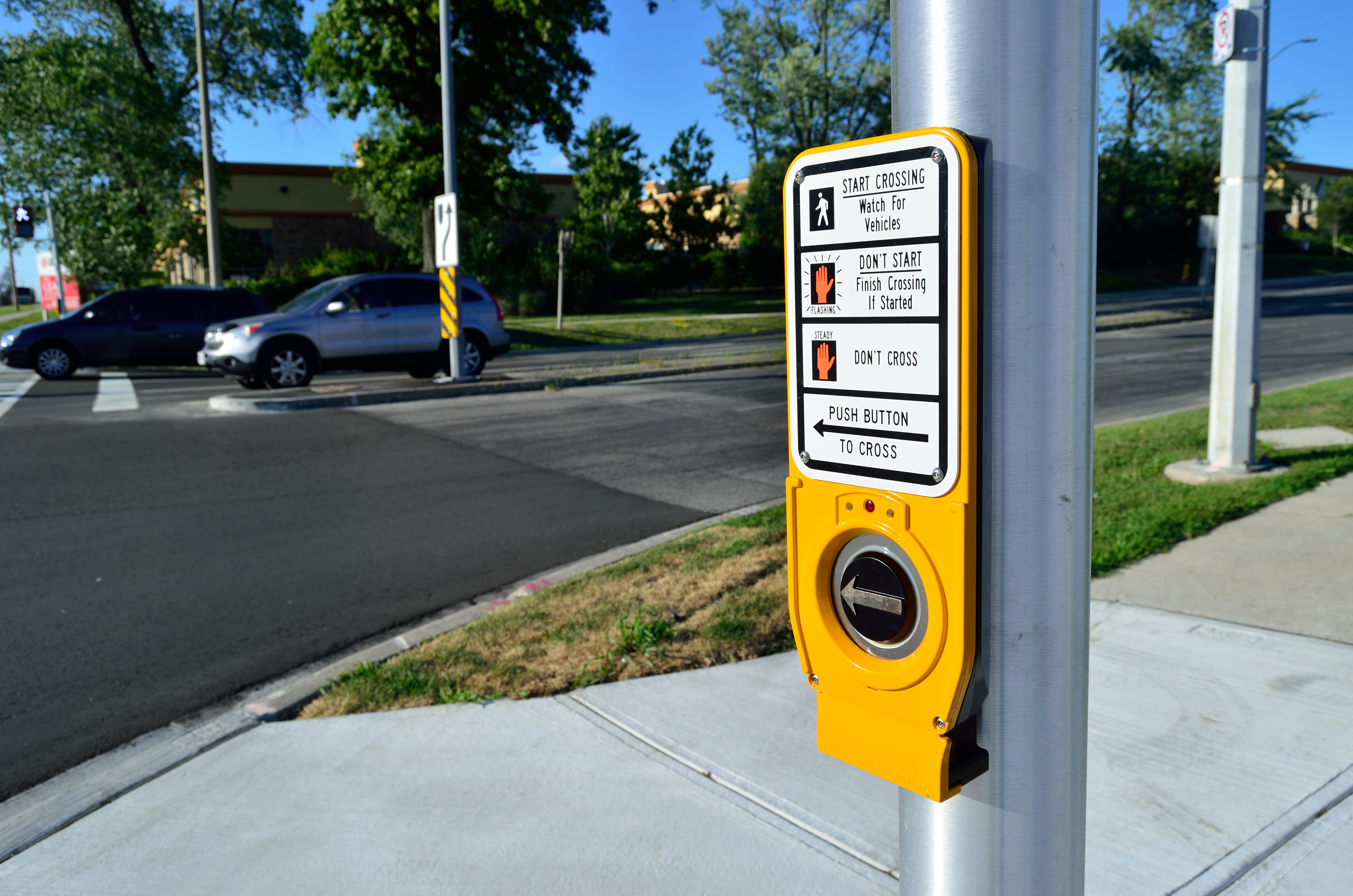
عابر باید برای عبور از خیابان و توقف خودروها دکمه را فشار دهد و منتظر بماند.

در برخی شهرها مانند نیویورک، در بعضی معابر برای عابران پیاده دکمه‌های اعلام عبور از عرض خیابان عبیه شده‌است. عابرین موظف به فشردن دکمه و تقاضای توقف خودروها هستند.

### تایمر شمارنده

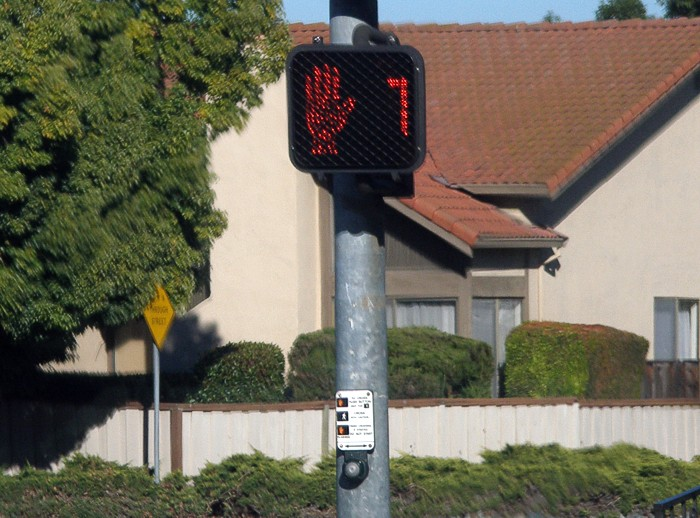
چراغ عابر با شمارنده معکوس.

برخی چراغهای راهنمایی عابران دارای شمارنده معکوس هستند که زمان باقی‌مانده برای عبور از عرض خیابان را نشان می‌دهند.

## عبور عابران ناتوان

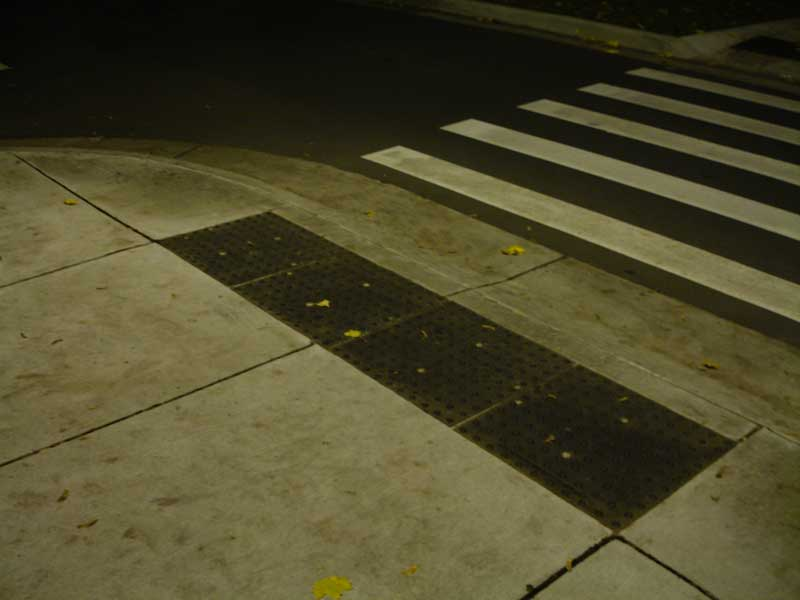
موزائیک برجسته.

- ممکن است در محل عبور عابران پیاده از عرض خیابان از سطوح برجسته قابل استفاده برای نابینایان تعبیه شود یا از علائم شنیداری مانند آلارم هم استفاده شود.

## ایمنی
تحقیقات نشان می‌دهد که خط کشی محل عبور عابرین تا ۲۸ درصد به ایمنی عبور آن‌ها از خیابان کمک می‌کند. وجود علائم کمکی مانند محدودیت سرعت، این سطح ایمنی را تا ۸۰ درصد افزایش می‌دهد.

## نیز نگاه کنید
- عابر پیاده
- پیاده راه
- چراغ راهنمایی
- خط‌کشی عابر پیاده